# (511) Давида
(511) Давида (англ. Davida) — астероид главного пояса, принадлежащий к тёмному спектральному классу C. Он был открыт 30 марта 1903 года американским астрономом Раймондом Дуганом и назван в честь Дэвида Тодда, профессора астрономии массачусетского колледжа Амхерст. Имя было изменено, так как в то время ещё действовала традиция, согласно которой астероидам давали только женские имена.
- Орбита астероида Давида и его положение в Солнечной системе

Благодаря высокой плотности и размерам этот астероид входит в десятку самых крупных и массивных астероидов главного пояса.
Он имеет в диаметре по разным оценкам от 270 до 326 км и сосредоточивает в себе 1,5% массы всех астероидов. Давида является одним из немногих астероидов, форма которых была определена в результате наземных наблюдений. Для этого был использован большой зеркальный телескоп с адаптивной оптикой в обсерватории Кека. Полученные изображения позволили разглядеть на поверхности этого астероида огромный в 150 км кратер, вроде того, который был обнаружен на астероиде (253) Матильда.
Массу этого астероида пытались определить несколько астрономов на протяжении нескольких лет. В 2001 году G. Michalak определил значение массы этого астероида в (6,64 ± 0,56)⋅1019 кг. В 2007 значения массы, полученные James Baer и Steven R. Chesley составили (5,9 ± 0,6)⋅1019 кг. Последние данные, полученные в 2010 году определяют массу астероида Давида равной (3,84 ± 0,20)⋅1019 кг, что делает этот астероид менее массивным, чем астероид (704) Интерамния и ставит его на седьмое место по массе среди других астероидов главного пояса. Японский инфракрасный спутник Akari выявил наличие на Давиде гидратированных минералов.